# Not Sober
Not Sober è un singolo del rapper australiano The Kid Laroi, pubblicato il 3 settembre 2021 come secondo estratto dalla seconda ristampa del primo mixtape F*ck Love 3: Over You.

## Descrizione
Not Sober, che vede la partecipazione dei rapper statunitensi Polo G e Stunna Gambino, è stato scritto da Kid Laroi con il primo, Khalik Antonio Caldwell, Subhaan Rahman e Khaled Rohaim, mentre la produzione è stata affidata a questi ultimi due e 8th Diamond.

## Video musicale
Il video musicale, diretto da Steven Cannon, è stato reso disponibile il 23 luglio 2021.

## Formazione
Musicisti
- The Kid Laroi – voce
- Polo G – voce aggiuntiva
- Stunna Gambino – voce aggiuntiva

Produzione
- 8th Diamond – produzione
- Haan – produzione
- Khaled Rohaim – produzione
- Sean Phelan – ingegneria del suono
- Chris Athens – mastering
- Patrizio "Teezio" Pigliapoco – missaggio

## Classifiche
| Classifica (2021) | Posizione massima |
| ----------------- | ----------------- |
| Australia         | 8                 |
| Canada            | 22                |
| Danimarca         | 23                |
| Grecia            | 87                |
| Irlanda           | 43                |
| Lituania          | 97                |
| Nuova Zelanda     | 21                |
| Paesi Bassi       | 98                |
| Portogallo        | 84                |
| Regno Unito       | 42                |
| Stati Uniti       | 41                |
| Svezia            | 55                |